# Patto della Concordia
Il Patto della Concordia è un accordo commerciale che regola la partecipazione e il trattamento economico delle scuderie che partecipano al campionato mondiale di Formula 1 così come organizzato dalla società Formula One Management. Il contenuto è riservato, e perciò si conoscono solo alcuni termini generali del testo in vigore che è l'ottavo. Il primo originale era firmato il 5 marzo 1981, ed i successivi del 1987, 1992, 1997, 1998, 2009, 2013. 
L'attuale patto, firmato nel 2025, scadrà alla fine del 2026.
Il nome deriva da Place de la Concorde a Parigi, dove vi è la sede della Federazione Internazionale dell'Automobile.

## Elenco dei patti

### (1) Il patto del 1981
Nel 1978 la Commissione Sportiva Internazionale della Federazione Internazionale dell'Automobile, che si occupava degli aspetti sportivi, fu trasformata da Jean-Marie Balestre nella Federazione Internazionale dello Sport Automobilistico (FISA), con un largo grado di autonomia. La relazione della FISA con la Formula One Constructors Association (FOCA) fu subito difficile, ad opera delle iniziative del direttore della FOCA Bernie Ecclestone e del suo legale Max Mosley.
La cosiddetta "Guerra FISA-FOCA" portò anche alla cancellazione di diverse gare, e correva il rischio di distruggere il futuro della Formula 1. Per questo motivo da una riunione organizzata negli uffici della FIA di Parigi in Place de la Concorde il 19 gennaio 1981 uscì il primo "patto" che avrebbe regolato lo sport negli anni a venire.
I termini del contratto sono in massima parte riservati, anche se gli aspetti conosciuti riguardano l'obbligo per i firmatari a presenziare a tutte le gare, in modo da garantire uno spettacolo certo a chi comprasse i diritti televisivi dei Gran Premi. In prospettiva futura infatti la decisione più importante fu quella di cedere la vendita di questi diritti alla FOCA e a Bernie Ecclestone, prima pietra su cui verrà costruita la struttura della società Formula One Management. Il primo Patto della Concordia rimase in vigore fino al 31 dicembre 1987.

### (2) Il patto del 1987
Il secondo patto della concordia fu valido dal 1987 al 1991.

### (3) Il patto del 1992
Il terzo accordo della Concordia copriva le stagioni dal 1992 al 1996. Ecclestone ha richiesto l'approvazione di Jean-Marie Balestre e della FIA per trasferire i diritti televisivi della Formula Uno alla FOCA. 
Fece in modo che il suo socio in affari Paddy McNally, che conosceva bene il francese, negoziasse l'accordo con Balestre, e alla fine arrivarono a patti. Balestre non era a conoscenza dell'espansione aggressiva di Ecclestone e del valore dei diritti televisivi.
Max Mosley divenne presidente della FIA poco dopo, nel 1993.

### (4) Il patto del 1997
Nel 1995, la FIA decise di trasferire i diritti commerciali della Formula Uno dalla FOCA all'Amministrazione della Formula Uno per un periodo di 14 anni. In cambio, Ecclestone avrebbe fornito un pagamento annuale. McLaren, Williams e Tyrrell protestarono rifiutando la proposta di accordo Concorde (i negoziati per il quale iniziarono già nel 1993).
Le suddette tre squadre si sono rifiutate di firmare il proposto accordo Concorde, inizialmente con il sostegno delle restanti squadre. Tuttavia, il 5 settembre 1996, il nuovo accordo Concorde fu firmato da tutte le squadre tranne McLaren, Williams e Tyrrell. L'accordo avrebbe dovuto essere in vigore dal 1º gennaio 1997 al 31 dicembre 2002.
Nel 2005, il giornalista automobilistico Forrest Bond ha pubblicato l'accordo del patto della Concordia nel 1997 di 120 pagine su RaceFax.

### (5) Il patto del 1998 e la revisione del 1998 in scadenza nel 2007
Nel 1998 le squadre firmarono il quinto "contratto" che sarebbe dovuto scadere il 31 dicembre 2007. Non fu firmato da tre team (McLaren, Williams e Tyrrell) che contestavano le modalità con cui Bernie Ecclestone aveva ceduto i diritti TV attraverso una sua società. 
Dopo una lunga battaglia ed un compromesso un nuovo patto venne firmato, questa volta da tutti il 27 agosto 1998 con durata sino al 31 dicembre 2007.

### (6) Il patto del 2009 - 2012
Alla fine della stagione 2004 le tre banche che controllano il 75% di Formula One Management (attraverso le varie "scatole") hanno iniziato la loro battaglia per il controllo della società in opposizione a Bernie Ecclestone. Questo ha aumentato l'interesse per il progetto della Grand Prix World Championship, società formata dai principali costruttori per fornire un "campionato alternativo" che garantisca ritorni maggiori alle squadre non appena scade il Patto della Concordia.
Per questo motivo il 7 dicembre 2004 Ecclestone offrì un pagamento una tantum di 260 000 000 di sterline su tre anni per un rinnovo alle stesse condizioni dell'esistente Patto della Concordia, ma le squadre preferirono restare in attesa di piani complessivi. Il 19 gennaio 2005, invece, Ferrari pur essendo parte di GPWC ha annunciato di avere firmato l'allungamento del proprio contratto sino al 31 dicembre 2012.
Nel corso della stagione 2005, altre scuderie hanno aderito al prolungamento del Patto della Concordia. In ordine di tempo hanno firmato Red Bull, Jordan/Midland, Toro Rosso e Williams.
Dopo una lunga battaglia tra la FIA e la neonata organizzazione dei costruttori, la Formula One Team Association, si è giunti al nuovo patto firmato nel 2009 e valido sino al 2012.

### (7) Il patto del 2013 - 2020
In vista della scadenza del 2012, le squadre hanno avviato in anticipo le trattative con Ecclestone. Nel week-end del Gran Premio d'Australia del 2012 sono circolate sul web le indiscrezioni in merito a una firma anticipata da parte di Ferrari e Red Bull. L'articolo, pubblicato su Sky News, è stato rimosso e poi ripubblicato.
Il nuovo patto fu firmato nel luglio 2013 e rimase valido sino alla fine del 2020.

### (8) Il patto del 2020 - presente
I negoziati sui termini per sostituire l'accordo del 2013 sono iniziati come parte di discussioni più ampie sul futuro dello sport nel 2017. Una scadenza per raggiungere un accordo è stata prorogata fino al 31 ottobre 2019. L'accordo sarebbe stato prossimo al completamento nel gennaio 2020, ma è stato ritardato a causa della pandemia di COVID-19.
Il nuovo Accordo Concorde mira a proteggere il valore delle squadre esistenti, imponendo ai nuovi concorrenti di pagare 200 milioni di dollari in anticipo, divisi equamente tra 10 squadre esistenti, in cambio del diritto di compartecipazione alle entrate nel primo anno di competizione.
Il nuovo patto fu firmato nel 16 marzo 2025 e resterà valido sino alla fine del 2026.

## Formula One Commission
Un importante organismo definito dal Patto della Concordia è la Formula One Commission, che si dovrebbe riunire regolarmente per organizzare lo sport. Le decisioni vengono poi ratificate dagli organi della FIA, il World Motor Sport Council e l'Assemblea Generale. La Federazione può decidere autonomamente solo per le necessità della sicurezza.
La commissione ha 26 membri:
- Il detentore dei diritti commerciali: Stefano Domenicali per Formula One Management
- Il presidente della FIA: ovvero Mohammed Bin Sulayem
- I "team principal" dei 10 team firmatari
- 4 organizzatori di Gran Premi europei
- 4 organizzatori di Gran Premi extra-europei
- 2 rappresentanti degli sponsor  [non chiaro]
- 1 rappresentante fornitori pneumatici: Pirelli
- 4 rappresentanti fornitori motori: (Mercedes, Ferrari, Renault, Red Bull)